# Thon (Familienname)
Thon ist ein deutscher Familienname.

## Namensträger
- Alexander Thon (* 1966), deutscher Historiker
- Alfred Thon (1886–1952), deutscher Maler, Zeichner und Kunstpädagoge
- Andreas Thon (* 1957), deutscher Fußballspieler
- August Thon (1839–1912), deutscher Rechtswissenschaftler, Sohn von Gustav Thon (1805–1882)
- Berthold Thon (* 1847), preußischer Landrat und Polizeipräsident
- Carl Thon (Staatsrat) (Karl Thon; 1795–1880), Großherzoglich Sachsen-Weimar-Eisenachischer Kammerpräsident und Geheimer Staatsrat
- Carl Thon (Gärtner) (Karl Thon; 1867–1955), deutscher Gärtner
- Caroline Thon (* 1966), deutsche Jazzmusikerin
- Christian August Thon (1755–1829), deutscher Jurist, Beamter und Politiker
- Christian Friedrich Gottlieb Thon (1773–1844), deutscher Sachbuchautor
- Christine Thon (* 1966), deutsche Pädagogin
- Eleonore Sophie Auguste Thon (Eleonore Röder; 1753–1807), deutsche Schriftstellerin
- Elias Thon (1776–1837), deutscher Politiker, Abgeordneter der Reichsstände des Königreichs Westphalen
- Franz Thon (1910–2009), deutscher Klarinettist, Saxophonist, Dirigent und Orchesterleiter
- Friedrich Thon (1817–1892), deutscher Politiker, Abgeordneter der kurhessischen Ständeversammlung
- Gottlieb von Thon-Dittmer (1802–1853), deutscher Politiker, Neffe von Christian August Thon (1755–1829)
- Günther Thon (* 1946), deutscher Fußballspieler
- Gustav Thon (1805–1882), Staatsminister im Großherzogtum Sachsen-Weimar-Eisenach und Jurist, Sohn von Christian August Thon (1755–1829)
- Hannah Thon (1886–1954), zionistische Zeitschriftenredakteurin, Sozialarbeiterin und Soziologin
- Harald Thon (1954–2019), norwegischer Orientierungsläufer
- Heinrich Thon (Verwaltungsjurist) (1872–1939), deutscher Verwaltungsjurist
- Heinrich Wilhelm Thon (1835–1898), deutscher Politiker, Mitglied des Kurhessischen Kommunallandtages
- Johann Carl Salomo Thon (1751–1830), deutscher Beamter, Onkel von Christian August Thon (1755–1829) und von Christian Friedrich Gottlieb Thon (1773–1844)
- Konstantin Andrejewitsch Thon (1794–1881), russischer Architekt
- Kurt Thon (1923–1978), deutscher Rechtsanwalt und Notar
- Ludwig Georg Thon (* 1854), Mitglied des Kurhessischen Kommunallandtages
- Manfred Thon (1935–2022), deutscher Politiker
- Nikolaus Thon (* 1948), deutscher russisch-orthodoxer Theologe
- Olaf Thon (* 1966), deutscher Fußballspieler
- Olav Thon (1923–2024), norwegischer Geschäftsmann
- Osias Thon (1870–1936), polnischer Schriftsteller, Politiker und Rabbiner in Krakau
- Ottokar Thon (1792–1842), deutscher Freiheitskämpfer und Ministerialbeamter, Sohn von Christian August Thon (1755–1829)
- Øyvin Thon (* 1958), norwegischer Orientierungsläufer
- Paul Thon (1852–1923), deutscher Manager
- Renate Thon (* 1949), deutsche Politikerin (Bündnis 90/Die Grünen)
- Sixtus Armin Thon (1817–1901), deutscher Maler, Sohn von Theodor Thon (1792–1838)
- Theodor Thon (1792–1838), deutscher Naturforscher, Neffe von Christian August Thon (1755–1829)
- Ute Thon, deutsche Journalistin
- William Thon (1906–2000), US-amerikanischer Maler und Kunstpädagoge